# Sweet Sensation (perenras)

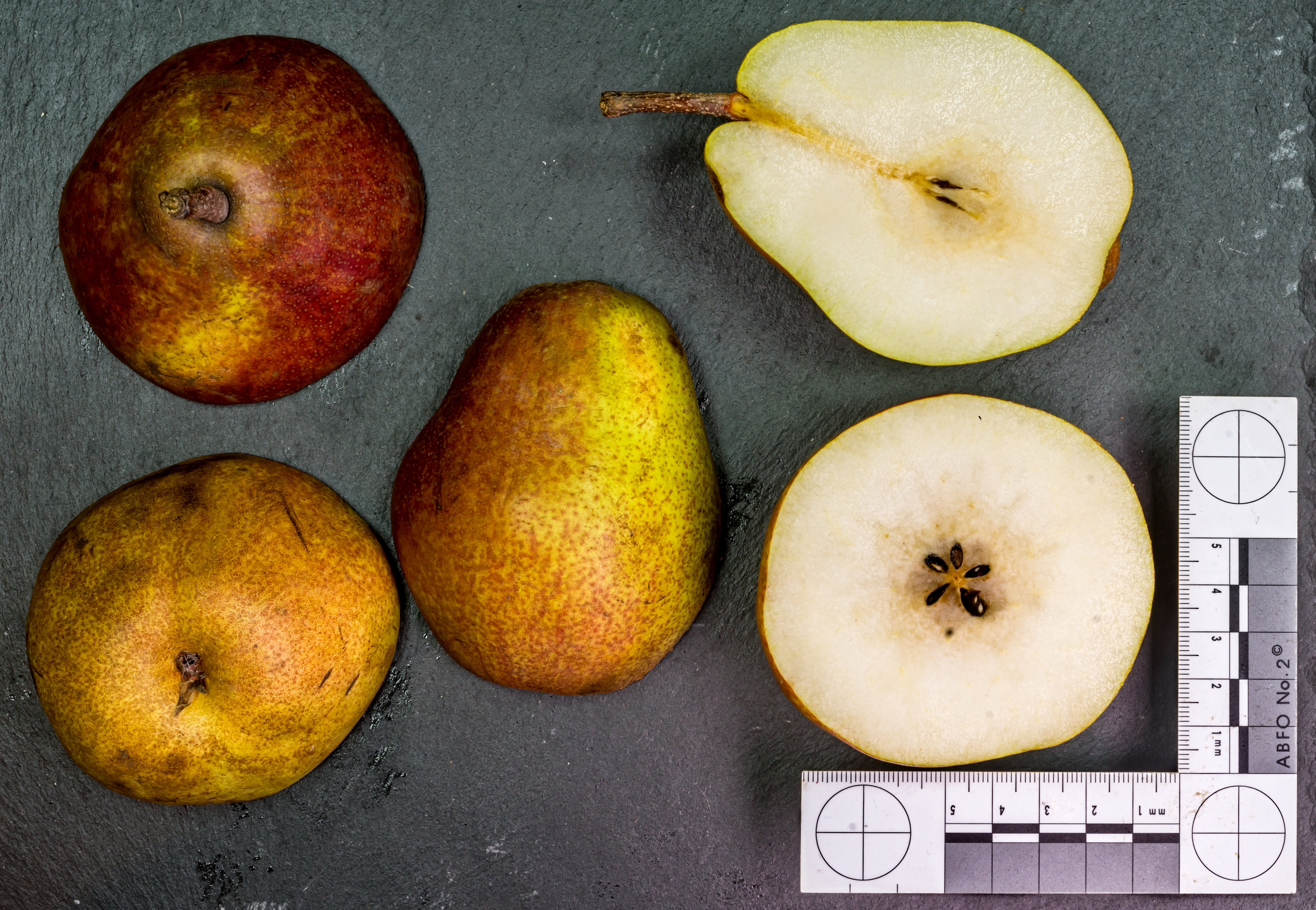
Dwarsdoorsnede van de vruchten

Sweet Sensation is de merknaam van het Nederlandse perenras Rode Doyenne van Doorn (Pyrus communis 'Rode Doyenne van Doorn').

## Achtergrond
Sweet Sensation is een natuurlijke mutant van de Doyenné du Comice en werd in 1992 ontdekt door wijlen perenteler Simon Broertjes in zijn boomgaard te Wijdenes. In 2000 werden de rechten op het ras gekocht door Joop van Doorn en onder gebracht in "Goeie Peer B.V." De Rode Doyenné van Doorn wordt beheerd als een clubras. Dit houdt in dat niet iedereen het ras mag telen of verkopen; teelt en verkoop zijn aan strikte regels onderworpen en de exploitatierechten blijven in handen van de patenthouder. Voor de teelt of verkoop dienen licentieovereenkomsten te worden afgesloten.
In 2007 werd een internationaal patent aangevraagd onder de naam "Rode Doyenne van Doorn". De merknaam waaronder de peer op de markt gebracht wordt, is Sweet Sensation.
In 2010 werden de peren voor het eerst vermarkt. Bij de lancering werd meteen het kenmerkende, beschermde label met de roze lippen gelanceerd.
In 2012 werd Goeie Peer B.V. en daarmee de rechten op het ras verkocht aan "The Greenery", een internationale vereniging van telers van groenten en fruit. Het merk wordt geëxploiteerd door "Licensed Varieties Editors" (LVE), een dochteronderneming van The Greenery.
Sweet Sensation wordt verkocht onder de PLU-code 3606.

## Kenmerken
Sweet Sensation is een rood gebloste peer met een groen tot gele achtergrond. De rode blos kan 40 tot 70% van de peer beslaan. Ook de bladeren van de bomen hebben een rode gloed. Het vruchtvlees is wit, sappig en zoet. De peren kunnen geplukt worden vanaf eind september. Ze kunnen goed bewaard worden wanneer ze gekoeld worden. Qua rendement wordt een gestabiliseerde productie van 35 ton per hectare verwacht.

### Technische gegevens
- Hardheid: 8,3 kg/cm²
- Suikergehalte: ca. 12,5 Brix
- Gemiddelde vruchtdiameter: 85 mm

Peren die niet voldoen aan de strikte vereisten van Sweet Sensation, worden verkocht onder de naam Sweet Dored.

### Gevoeligheden
De peren zijn gevoelig voor plukbeschadiging. Verder hangt de intensiteit van de rode blos af van de hoeveelheid zonlicht die de vrucht krijgt tijdens de groei. Daarom wordt een open boomstructuur aanbevolen of het telen in V-hagen. De peer verdampt ook veel water, waardoor toedienen van extra water noodzakelijk is. Vochttekort verhoogt het risico op verruwing of bronskleuring (bruin worden van de schil) en op uitputting van de bomen waardoor beurtjaargevoeligheid ontstaat. Anderzijds kan kunstmatige beregening verruwing juist in de hand werken bij peren die tegen elkaar hangen. Door de rode blos valt dit echter minder op dan bij de normale Doyenné du Comice. Verruwing zorgt daarentegen voor minder risico op plukbeschadiging.

## Teelt en verspreiding
In 2013 werd het grootste deel van Sweet Sensation geteeld in Nederland en België, samen goed voor meer dan 210 ha. In 2013 was er voor het eerst ook productie in Frankrijk, Italië en het Verenigd Koninkrijk. In Turkije, Slovenië, Zwitserland en Duitsland zijn boomgaarden aangeplant die vermoedelijk in 2016 voor het eerst opbrengst zullen genereren. In totaal stond in 2013 op het noordelijk halfrond 400 ha Rode Doyenne van Doorn. Projecten in Canada, China, Zuid-Korea en Japan waren in voorbereiding.
Op de Belgische fruitveiling werd in 2013 door de aangesloten telers 750 ton Sweet Sensation aangevoerd, nadat 2012 een zwakker jaar was. De verkoop is vooral bestemd voor België, Frankrijk, Duitsland en het Verenigd Koninkrijk en is in opkomst in Nederland en Scandinavië. Ook op de Aziatische markt wordt het ras afgezet.
Omdat bestuiving door bijen steeds moeilijker wordt, wordt geëxperimenteerd met kunstmatige bevruchting met uit Zuid-Korea ingevoerd ingevroren stuifmeel.